# Stipe Buljan
Stipe Buljan (Zagabria, 21 settembre 1983) è un ex calciatore croato, di ruolo difensore.

## Carriera

### Club
Il 1º agosto 2010 viene acquistato a titolo definitivo dalla squadra albanese del Laçi.

## Statistiche

### Presenze e reti nei club
Statistiche aggiornate al 22 maggio 2016.
| Stagione        | Squadra         | Campionato      | Campionato | Campionato | Coppe nazionali | Coppe nazionali | Coppe nazionali | Coppe continentali | Coppe continentali | Coppe continentali | Altre coppe | Altre coppe | Altre coppe | Totale | Totale |
| Stagione        | Squadra         | Comp            | Pres       | Reti       | Comp            | Pres            | Reti            | Comp               | Pres               | Reti               | Comp        | Pres        | Reti        | Pres   | Reti   |
| --------------- | --------------- | --------------- | ---------- | ---------- | --------------- | --------------- | --------------- | ------------------ | ------------------ | ------------------ | ----------- | ----------- | ----------- | ------ | ------ |
| 2006-2007       | Osijek          | 1. HNL          | 4          | 0          | CC              | 0               | 0               | Int                | 1                  | 0                  | -           | -           | -           | 5      | 0      |
| 2010-2011       | Laçi            | KS              | 27         | 3          | CA              | 2               | 0               | UEL                | -                  | -                  | -           | -           | -           | 29     | 3      |
| 2011-2012       | Laçi            | KS              | 23         | 1          | CA              | 12              | 1               | -                  | -                  | -                  | -           | -           | -           | 35     | 2      |
| 2012-2013       | Laçi            | KS              | 25         | 3          | CA              | 11              | 5               | -                  | -                  | -                  | -           | -           | -           | 36     | 8      |
| 2013-2014       | Laçi            | KS              | 28         | 0          | CA              | 4               | 0               | UEL                | 2                  | 0                  | SA          | 1           | 1           | 35     | 1      |
| 2014-2015       | Laçi            | KS              | 35         | 1          | CA              | 9               | 0               | UEL                | 2                  | 0                  | -           | -           | -           | 46     | 1      |
| 2015-2016       | Laçi            | KS              | 30         | 0          | CA              | 9               | 0               | UEL                | -                  | -                  | SA          | 1           | 0           | 40     | 0      |
| Totale Laçi     | Totale Laçi     | Totale Laçi     | 168        | 8          |                 | 47              | 6               |                    | 4                  | 0                  |             | 2           | 1           | 221    | 15     |
| Totale carriera | Totale carriera | Totale carriera | 172        | 8          |                 | 47              | 6               |                    | 5                  | 0                  |             | 2           | 1           | 226    | 15     |

## Palmarès

### Club

#### Competizioni nazionali
- Coppa d'Albania: 2

Laçi: 2012-2013, 2014-2015
- Supercoppa d'Albania: 1

Laçi: 2015